# Colom blau de l'illa de Maurici
El colom blau de l'illa de Maurici (Alectroenas nitidissima) és un ocell extint de la família dels colúmbids (Columbidae) que habitava a l'illa Maurici fins a la primera meitat del segle xix.